# Równania Maxwella we współrzędnych krzywoliniowych
Równania Maxwella we współrzędnych krzywoliniowych – równania Maxwella zapisane w układzie współrzędnych krzywoliniowych. Równania te opisują dynamikę pola elektromagnetycznego oraz cząstek materii poddanych oddziaływaniom tych pól. Mają szczególne zastosowanie w zakrzywionej czasoprzestrzeni, gdzie metryka w ogólności różni się od metryki płaskiej czasoprzestrzeni Minkowskiego (zmiana metryki czasoprzestrzeni według ogólnej teorii względności powstaje na skutek obecności materii i energii, i tym tłumaczy pojawianie się pola grawitacyjnego).
W zakrzywionej czasoprzestrzeni tory cząstek masowych są liniami geodezyjnymi, innymi niż tory prostoliniowe. Obecność pola elektromagnetycznego dodatkowo zmienia te tory.
Także promienie świetlne poruszają się nie po prostych euklidesowych – jak to jest w płaskiej czasoprzestrzeni – ale po tzw. liniach geodezyjnych zerowych. W silnych polach grawitacyjnych (np. w pobliżu czarnych dziur) lub po przejściu światłą na wielkich dystansach w oddziaływaniu np. z galaktykami występuje efekt zakrzywiania biegu (tzw. soczewkowanie grawitacyjne).
Równania te są uogólnieniem równań Maxwella w próżni, które zazwyczaj są formułowane w lokalnych układach współrzędnych w płaskiej czasoprzestrzeni. Jednakże ogólna teoria względności wskazuje, iż obecność pola elektromagnetycznego (lub energii i materii w ogólności) powoduje zmianę metryk, równania Maxwella w płaskiej czasoprzestrzeni powinny być rozumiane jako przybliżenie.
W opisie zjawisk elektromagnetycznych w obecności materii zazwyczaj odróżnia się ładunki związane i swobodne. Bez tego odróżnienia równania Maxwella w próżni nazywa się „mikroskopowymi”, a gdy robi się to odróżnienie, to równania te nazywa się „makroskopowymi”.
Równania Maxwella są niezmiennicze, tzn. ich postać nie zależy od tensora metrycznego, a więc są identyczne w płaskiej czasoprzestrzeni (opisanej tensorem metrycznym Minkowskiego), jak i zakrzywionej czasoprzestrzeni (np. w pobliżu masywnego obiektu, gdzie obowiązuje metryka Schwarzschilda), jak również nie zależą od przyjętego układu współrzędnych krzywoliniowych (np. część przestrzenną czasoprzestrzeni można przedstawić zarówno we współrzędnych prostokątnych, czyli kartezjańskich, sferycznych, jak i dowolnych współrzędnych krzywoliniowych).
Z powyższych względów równania Maxwella w czasoprzestrzeni Minkowskiego trzeba rozumieć jako szczególny przypadek równań podanych dla współrzędnych krzywoliniowych.

## Tensor pola elektromagnetycznego
Równania pola elektromagnetycznego zapisane w szczególnej teorii względności łatwo uogólnić tak, by były słuszne w dowolnym czterowymiarowym układzie współrzędnych, a więc z dowolnym tensorem metrycznym – ogólność ta obejmuje zarówno zapis równań w dowolnych współrzędnych krzywoliniowych, jak i w przypadku, gdy występuje pole grawitacyjne.
Tensor pola elektromagnetycznego w szczególnej teorii względności jest równy
{\displaystyle F_{\mu \nu }={\frac {\partial A_{\mu }}{\partial x^{\nu }}}-{\frac {\partial A_{\nu }}{\partial x^{\mu }}},}
gdzie {\displaystyle A} jest czteropotencjałem pola elektromagnetycznego. Zgodnie z ogólną zasadą przy przejściu ze współrzędnych kartezjańskich do krzywoliniowych pochodne cząstkowe przechodzą na pochodne kowariantne; stąd mamy {\displaystyle F_{\mu \nu }=A_{\mu ;\nu }-A_{\nu ;\mu }.}
Jednak człony zawierające symbole Christoffela kasują się i otrzymuje się wyrażenia identyczne jak we współrzędnych kartezjańskich, czyli
{\displaystyle F_{\mu \nu }=A_{\mu ;\nu }-A_{\nu ;\mu }={\frac {\partial A_{\mu }}{\partial x^{\nu }}}-{\frac {\partial A_{\nu }}{\partial x^{\mu }}}.}

## Pierwsza para równań Maxwella
W konsekwencji pierwsza para równań Maxwella nie zmienia postaci
{\displaystyle \partial _{i}F_{jk}+\partial _{j}F_{ki}+\partial _{k}F_{ij}=0.}
Równanie to zawiera prawo indukcji Faradaya oraz prawo Gaussa dla elektromagnetyzmu. Wstawiając potencjały pole mamy
{\displaystyle \partial _{i}\partial _{j}A_{k}-\partial _{i}\partial _{k}A_{j}+\partial _{j}\partial _{k}A_{i}-\partial _{j}\partial _{i}A_{k}+\partial _{k}\partial _{i}A_{j}-\partial _{k}\partial _{j}A_{i}=0.}

## Czterowektor gęstości prądu
Jeżeli w przestrzeni znajduje się pewien rozkład cząstek naładowanych, który można uśrednić i traktować jako ciągły, to można wprowadzić pojęcie czterowektora gęstości prądu w danym punkcie, związanego z poruszającymi się ładunkami
{\displaystyle j^{a}=\rho {\frac {\partial x^{a}}{\partial t}}=\left(\rho c,\rho {\vec {v}}\right),}
gdzie {\displaystyle \rho =\gamma \,\rho _{0}} – relatywistyczna gęstość ładunku, przy czym:
- {\displaystyle \rho _{0}} – gęstość ładunku nieruchomego w infinitezymalnym otoczeniu danego punktu,
- {\displaystyle \gamma ={\frac {1}{\sqrt {1-{\frac {v^{2}}{c^{2}}}}}},}
- {\displaystyle {\vec {v}}=(v_{x},v_{y},v_{z})} – prędkość ładunków względem obserwatora.

## Druga para równań Maxwella
Druga para równań Maxwella ma w układzie kartezjańskim postać
{\displaystyle {\frac {\partial F^{ai}}{\partial x^{i}}}=-{\frac {4\pi }{c}}j^{a}.}
Przejście do współrzędnych krzywoliniowych wymaga jedynie zmiany pochodnych cząstkowych na pochodne kowariantne
{\displaystyle F_{\,\,\,\,;i}^{ai}=-{\frac {4\pi }{c}}j^{a}.}
Powyższe wyrażenie zawiera dywergencję we współrzędnych krzywoliniowych; tensor {\displaystyle F^{ai}} jest antysymetryczny; dywergencja tensora antysymetrycznego ma postać (por. dywergencja kowariantna)
{\displaystyle \operatorname {div} (F)\equiv F_{\,\,\,\,\,;i}^{ai}={\frac {1}{\sqrt {|g|}}}{\frac {\partial \left({\sqrt {|g|}}\,F^{ai}\right)}{\partial x^{i}}},}
gdzie:
{\displaystyle |g|} – moduł wyznacznika tensora metrycznego współrzędnych krzywoliniowych w danym punkcie.
Stąd druga para równań Maxwella przyjmuje postać
{\displaystyle {\frac {1}{\sqrt {|g|}}}{\frac {\partial \left({\sqrt {|g|}}\,F^{ai}\right)}{\partial x^{i}}}=-{\frac {4\pi }{c}}j^{a}.}

## Równanie ruchu cząstki
(1) Równanie ruchu cząstki swobodnej w płaskiej czasoprzestrzeni: cząstka nie podlega oddziaływaniom i jej przyspieszenie jest zerowe, tj.
{\displaystyle \mathrm {d} u^{a}/\mathrm {d} s=0,}
gdzie {\displaystyle u^{a}} – czteroprędkość cząstki, {\displaystyle \mathrm {d} s} – różniczkowy przyrost tzw. interwału czasoprzestrzennego mierzony wzdłuż trajektorii cząstki; równoważnie można zapisać, że różniczka 4-prędkości cząstki zeruje się, tj.
{\displaystyle \mathrm {d} u^{a}=0.}
(2) Równanie ruchu cząstki swobodnej w zakrzywionej czasoprzestrzeni
Przechodząc do układu współrzędnych krzywoliniowych równanie ruchu cząstki nie podlegającej oddziaływaniom należy zmodyfikować zamieniając różniczkę zupełną na różniczkę absolutną, tj.
{\displaystyle \mathrm {D} u^{a}=0.}
Różniczka absolutna wektora kowariantnego dana jest zależnością
{\displaystyle \mathrm {D} u^{a}=\left({\frac {\partial u^{a}}{\partial x^{l}}}+\Gamma _{kl}^{a}u^{k}\right)\mathrm {d} q^{l}}
lub
{\displaystyle \mathrm {D} u^{a}=\mathrm {d} u^{a}+\Gamma _{kl}^{a}u^{k}\mathrm {d} x^{l},}
gdzie:
{\displaystyle \mathrm {d} u^{a}={\frac {\partial u^{a}}{\partial x^{l}}}\mathrm {d} x^{l}} – różniczka 4-prędkości cząstki.
Stąd mamy równanie ruchu cząstki w układzie krzywoliniowym
{\displaystyle \mathrm {d} u^{a}+\Gamma _{kl}^{a}u^{k}\mathrm {d} x^{l}=0.}
Dzieląc przez {\displaystyle \mathrm {d} s} i uwzględniając, że {\displaystyle \mathrm {d} u^{a}=\mathrm {d} x^{a}/\mathrm {d} s,} znajdujemy
{\displaystyle {\frac {\mathrm {d} ^{2}x^{a}}{\mathrm {d} s^{2}}}+\Gamma _{kl}^{a}{\frac {\mathrm {d} x^{k}}{\mathrm {d} s}}{\frac {\mathrm {d} x^{l}}{\mathrm {d} s}}=0.}
Jest to równanie linii geodezyjnej w przestrzeni z metryką {\displaystyle g_{ij}} (od której zależą m.in. symbole Christoffela {\displaystyle \Gamma _{kl}^{a}}). Przy tym, jeżeli przestrzeń jest pozbawiona źródeł pola grawitacyjnego, to symbole Christoffela {\displaystyle \Gamma _{kl}^{a}} są takie, że zerują tensor krzywizny i równania geodezyjnych sprowadzają się do prostych euklidesowych; jeżeli jednak przestrzeń jest zakrzywiona na skutek obecności materii, to tensor krzywizny jest niezerowy, a geodezyjne są inne niż proste euklidesowe.
(3) Równanie ruchu cząstki w płaskiej czasoprzestrzeni w polu elektromagnetycznym
Cząstka podlega oddziaływaniom z polem elektromagnetycznym i jej przyspieszenie jest zerowe, tj.
{\displaystyle mc{\frac {\mathrm {d} u^{a}}{\mathrm {d} s}}={\frac {e}{c}}F^{ik}u_{k}.}
(4) Równanie ruchu cząstki w zakrzywionej czasoprzestrzeni w polu elektromagnetycznym
Zmieniamy pochodną zupełną {\displaystyle \mathrm {d} u^{a}/\mathrm {d} s} na pochodną absolutną {\displaystyle \mathrm {D} u^{a}/\mathrm {d} s}
{\displaystyle mc{\frac {\mathrm {D} u^{a}}{\mathrm {d} s}}={\frac {e}{c}}F^{ik}u_{k},}
czyli
{\displaystyle mc\left({\frac {\mathrm {d} ^{2}x^{a}}{\mathrm {d} s^{2}}}+\Gamma _{kl}^{a}{\frac {\mathrm {d} x^{k}}{\mathrm {d} s}}{\frac {\mathrm {d} x^{l}}{\mathrm {d} s}}\right)={\frac {e}{c}}F^{ak}u_{k}.}
Jest to równanie na trajektorię cząstki o ładunku {\displaystyle e,} masie {\displaystyle m,} poruszającej się w polu elektromagnetycznym {\displaystyle F^{ik}} i w polu grawitacyjnym zadanym metryką {\displaystyle g_{ij}} (od której zależą m.in. symbole Christoffela {\displaystyle \Gamma _{kl}^{a}}). Gdyby pole elektromagnetyczne było zerowe lub bardzo słabe, to cząstka poruszałaby się po linii geodezyjnej właściwej dla zakrzywionej czasoprzestrzeni. Obecność pola modyfikuje ten tor.